# Pirsaat
Pirsaat – rzeka w Azerbejdżanie. Początek bierze w Wielkim Kaukazie, na stoku szczytu Babadağ, na wysokości 2400 m n.p.m. Uchodzi do Morza Kaspijskiego na wysokości -11 m n.p.m.
Rzeka ma 199 km długości. Zlewnia zajmuje powierzchnię 2280 km². Zasilana przez wody roztopowe (ok. 14% średniego, całkowitego, rocznego zasilania), spływ powierzchniowy deszczu (70%) i wody podziemne (16%), nieregularnie w ciągu roku. Płynie szeroką doliną pokrytą żwirem pochodzenia aluwialnego, kilkoma korytami. Średni roczny przepływ wynosi 6,9 m³/s.